# Cratere Amsterdam
Amsterdam  è un cratere sulla superficie di Marte.